# Iván Martínez Jiménez
Pour les articles homonymes, voir Martínez.
Martínez  Jiménez est un nom espagnol. Le premier nom de famille, en général paternel, est Martínez ; le second, en général maternel, souvent omis, est Jiménez.
Iván Martínez Jiménez,, né le 8 septembre 1985 à Letur (Castille-La Manche), est un coureur cycliste espagnol.

## Biographie
Iván Martínez commence le cyclisme à l'âge de 12 ans. Principalement actif sur route, il participe occasionnellement à quelques compétitions en VTT. Il se définit comme un coureur plutôt complet, avec une préférence pour la montagne. Durant son enfance, il supporte tout particulièrement Miguel Indurain.
Stagiaire dans l'équipe Contentpolis-Ampo en 2009, il tente sa chance sa chance en 2010 dans l'équipe continentale grecque Heraklion Kastro-Murcia, sans véritable succès. Il redescend chez les amateurs à partir de 2011. 
Lors de la saison 2013, il devient champion d'Espagne sur route dans la catégorie des amateurs. Il remporte également diverses courses au niveau national et régional. Les années suivantes, il continue à briller chez les amateurs en Espagne, notamment dans les courses par étapes. 
En 2017, il retrouve le niveau continental au sein de la nouvelle formation Bolivia. Il participe à plusieurs courses professionnelles, principalement en Espagne. L'équipe est cependant contrainte de cesser ses activités dès le mois de juin, en raison de difficultés financières et de salaires impayés. Iván Martínez redescend alors chez les amateurs dans un club de Valence.

## Palmarès
- 2011
  - Mémorial Manuel Sanroma
- 2012
  - Trofeo San Isidro
  - 3e étape du Tour de Tenerife
- 2013
  -  Champion d'Espagne sur route amateurs
  - Gran Premio Primavera de Ontur
  - Trofeo Ayuntamiento de Zamora
  - 3e étape du Tour de Castellón
  - Volta ao Ribeiro
  - Tour de la province de Valence :
    - Classement général
    - 2e étape

  - 3e du Trofeu Joan Escolà
  - 3e du Tour de Castellón
- 2014
  - Trofeo Ayuntamiento de Zamora
  - Trophée Iberdrola
  - 2e étape du Tour d'Ávila
  - Championnat de Murcie sur route
  - 3e du Trofeu Joan Escolà
  - 3e de la Prueba Loinaz
- 2015
  - Championnat de Sabadell sur route
  - Gran Premi Vila-real :
    - Classement général
    - 1re étape

  - Classement général du Tour de Zamora
- 2016
  - Tour d'Ávila :
    - Classement général
    - 1re étape

  - Tour de Tenerife :
    - Classement général
    - 1reb et 2e étapes

  - Gran Premi Vila-real :
    - Classement général
    - 1re étape
- 2017
  - 2e étape du Tour de Lleida
  - 1re étape du Tour de Galice (contre-la-montre par équipes)
  - 2e du Tour de Lleida
- 2018
  - Trophée Iberdrola
  - Tour d'Ávila :
    - Classement général
    - 2e étape

  - 1re étape du Tour de Galice (contre-la-montre par équipes)
  - 3e du Tour de Galice
- 2019
  - Trofeo San Jorge
  - 2e étape du Tour de La Corogne
  - Classement général du Tour de Salamanque
  - 2e du Trofeu Joan Escolà